# 왕고들빼기속
왕고들빼기속(Lactuca)은 국화과에 속하는 속씨식물 속이다. 전 세계적으로 분포하지만 주로 온대 유라시아에 분포하는 최소 50종을 포함한다.

## 일부 종
- 왕고들빼기 (L. indica)
- 산씀바귀 (L. raddeana)
- 상추 (L. sativa)
- 가시상추 (L. serriola)
- 두메고들빼기 (L. triangulata)